# Eric Adjetey Anang
Eric Adjetey Anang (Teshie, 24 settembre 1985) è uno scultore ghanese.

## Biografia
Nel 2001 ha introdotto la Bara Artistica al Museo Gidan Makama di Kano, Nigeria, sotto l'egida della Alliance Française di Kano.
Dopo aver completato la scuola secondaria, ha assunto nel 2005 la gestione del Kane Kwei Laboratorio di Carpenteria, iniziato da suo nonno Seth Kane Kwei. 
Nel giro di tre o quattro anni, è diventato un artista riconosciuto sia a livello locale che internazionale.
Nel 2009, Eric Adjetey Anang con le sue creazioni è apparso in uno spot televisivo per l'Acquario (sport drink). Nell'agosto 2009, è  stato ospite del progetto Boulevard Amandla ad Anversa (Belgio). Nello stesso anno ha collaborato e collabora con il College di Arti & Mestieri del l'Oregon, Portland, dove è stato organizzato un soggiorno di due mesi per il Conferenziere Michael de Forest.
Nel gennaio 2010, Eric ha partecipato al progetto fotografico Per favore, non ti muovere! con il fotografo francese Guy Hersant.
Eric Adjetey Anang si occupa anche di ricerche antropologiche attinenti alla gente del Ga con Roberta Bonetti (Professore di Storia di Antropologia presso l'Università di Bologna e membro italiano dell'Academy for Advanced Studies della Columbia University).
All'età di 24 anni, Eric Adjetey Anang è stato riconosciuto come "un modello per i giovani africani delle aree urbane" dal giornale francese Le Monde Diplomatique
Mostre il suo lavoro si può trovare in collezioni pubbliche e private in Europa e in America.

## Mostre, Media

### 2009
- Ordine Pubblico - una bara. Royal Ontario Museum. Ontario, Canada.
- Ghana: Bare su misura - film documentario di 52 minuti. Diretto da Philippe Lespinasse. FTV Pole TV5 / Productions Grand Angle, Francia.
- TV emissione 26 minuti sul laboratorio e bare. El Mondo TV. Madrid, Spagna.
- Bare del Ghana Mostra d'arte di Anversa, in Belgio - articolo online sulla partecipazione del laboratorio all'operazione Boulevard Amandla ".
- Numero-in radio rassegna dedicata al laboratorio e il poeta Nii Aye ghanesi che vivono a Londra. Radio Centrale, Anversa, Belgio.
- Controllo di otto bare - Private Collector. Los Angeles, CA, USA.

### 2008
- Minuto con Mo Abudu - TV Emissione di un'ora sulla produzione del seminario. Studio TV M-Net. Lagos, Nigeria.
- Ordine due bare. Collezionista privato, Paesi Bassi.
- Intervista con Eric Adjetey Anang. Arte (televisione), in Germania.